# Stefan Sarrach
Stefan Sarrach (ur. 10 lutego 1971 we Frankfurcie nad Odrą) – niemiecki prawnik (adwokat, sędzia), polityk PDS i Die Linke, działacz samorządowy we wschodniej Brandenburgii.

## Wykształcenie
W 1990 zdał egzamin maturalny. W latach 1992–1997 studiował na Wydziale Prawa Europa-Universität Viadrina we Frankfurcie nad Odrą. W latach 1997–1999 odbywał aplikację (Referendariat) w Sądzie Okręgowym we Frankfurcie nad Odrą. W 2000 został wpisany na listę adwokatów. Początkowo pracował w rodzinnym mieście, od 2005 – w Fürstenwalde/Spree.

## Działalność polityczna
W latach 1990–1993 członek rady powiatu (Kreistag) Fürstenwalde/Spree, zastępca szefa frakcji PDS.
Od 1993 do 2003 członek rady miejskiej Frankfurtu nad Odrą, początkowo zastępca szefa frakcji, zaś od 1998 do czasu jego pierwszego wyboru do Landtagu Brandenburgii w 1999 – szef frakcji PDS.
We wrześniu 2004 z wynikiem 37,4% głosów ponownie wybrany do Landtagu Brandenburgii. Od 2004 do 2007 Sarrach był członkiem zarządu Linksfraktion w Landtagu Brandenburgii.
W czasie wyborów samorządowych 28 września 2008 Sarrach ponownie zdobył 2 mandaty: radnego rady powiatu Oder-Spree i radny rady miejskiej Fürstenwalde/Spree. W styczniu 2009 Sarrach złożył swój mandat w radzie miejskiej ze względu na nominację sędziowską.